# موتا الديلمي
موتا كان ملكًا ديلميًا من القرن السابع الميلادي، وقد حارب المسلمين في معركة واج روذ. إلا أنه هُزم وقُتل على يد نعيم بن مقرن المزني.